# Vulkaner i Skåne
Der er ingen aktive vulkaner i Skåne, men der findes rester af næsten 150 vulkaner, som opstod i juraperioden for 190-180 millioner år siden. Omkring 50 af dem kan stadig ses i landskabet. Som eftervirkning af Pangæa-kontinentets opsplitning, blev den gamle tektonisk linje, Tornquistlinjen, der løber fra Sortehavet til Nordsøen og krydser Skåne, udsat for belastning. Vulkanerne opstod ved Tornquistlinjen og de fleste udbrud var af den strombolianske type (med svag, men næsten konstant vulkansk aktivitet).

## Gällabjär
I naturreservatet Gällabjär ved Röstånga findes en vulkanrest, som hæver sig 50 meter over omgivelserne. Gällabjär er en af de få vulkaner i området, der ligner en vulkan med skrånende sider. De skrånende sider er imidlertid ikke rester af vulkankeglen, men er aflejringer fra den seneste istid.
56°0′38″N 13°20′14″Ø / 56.01056°N 13.33722°Ø

## Frualid
Ved Frualid nord for Sjöbo findes resterne af et vulkankrater med kraterrand syd for søen Vassen lige øst for Vombsjöns nordøstlige hjørne. Ved Vassens udløb mod vest findes en dæmning med en højdeforskel på ca. 2 m.
55°41′23.5″N 13°39′48.9″Ø / 55.689861°N 13.663583°Ø

## Rallate
Ved Rallate ca. 1,5 kilometer syd for indgangen til Söderåsen nationalpark kan man se basaltpiller fra vulkanpiben på vulkanen Rallate.
56°1′40.18″N 13°15′54.80″Ø / 56.0278278°N 13.2652222°Ø

## Allarps bjär
Ved Allarps bjär nord for Hallaröd kan man et par steder ved stierne se de sekskantede piller af den størknede magma fran kraterrøret.
55°59′N 13°25′Ø / 55.983°N 13.417°Ø

## Lillö
Ved Lillö, en halvø i Ringsjön, findes rester af en vulkan.
55°53′N 13°29′Ø / 55.883°N 13.483°Ø

## Vik
Ved Vik ti km nord for Simrishamn, i nærheden af Prästens badekar, findes et antal "stenroser" som er skabt ved at kanterne på en vulkan er styrtet sammen og senere størknet hvor lavaen var trængt op til overfladen. Omkring Simrishamn findes hundrede lignende stenroser.
55°36′46.2″N 14°17′51.3″Ø / 55.612833°N 14.297583°Ø

## Djupadalsmölla
Ved Djupadalsmölla ligger forvitrede tufaflejringer, der er skabt af aske- og stenregn fra Skånes vulkaner, i tykke lag.
56°1′4.58″N 13°23′5.42″Ø / 56.0179389°N 13.3848389°Ø